# Stanisław Kalabiński (1890–1941)

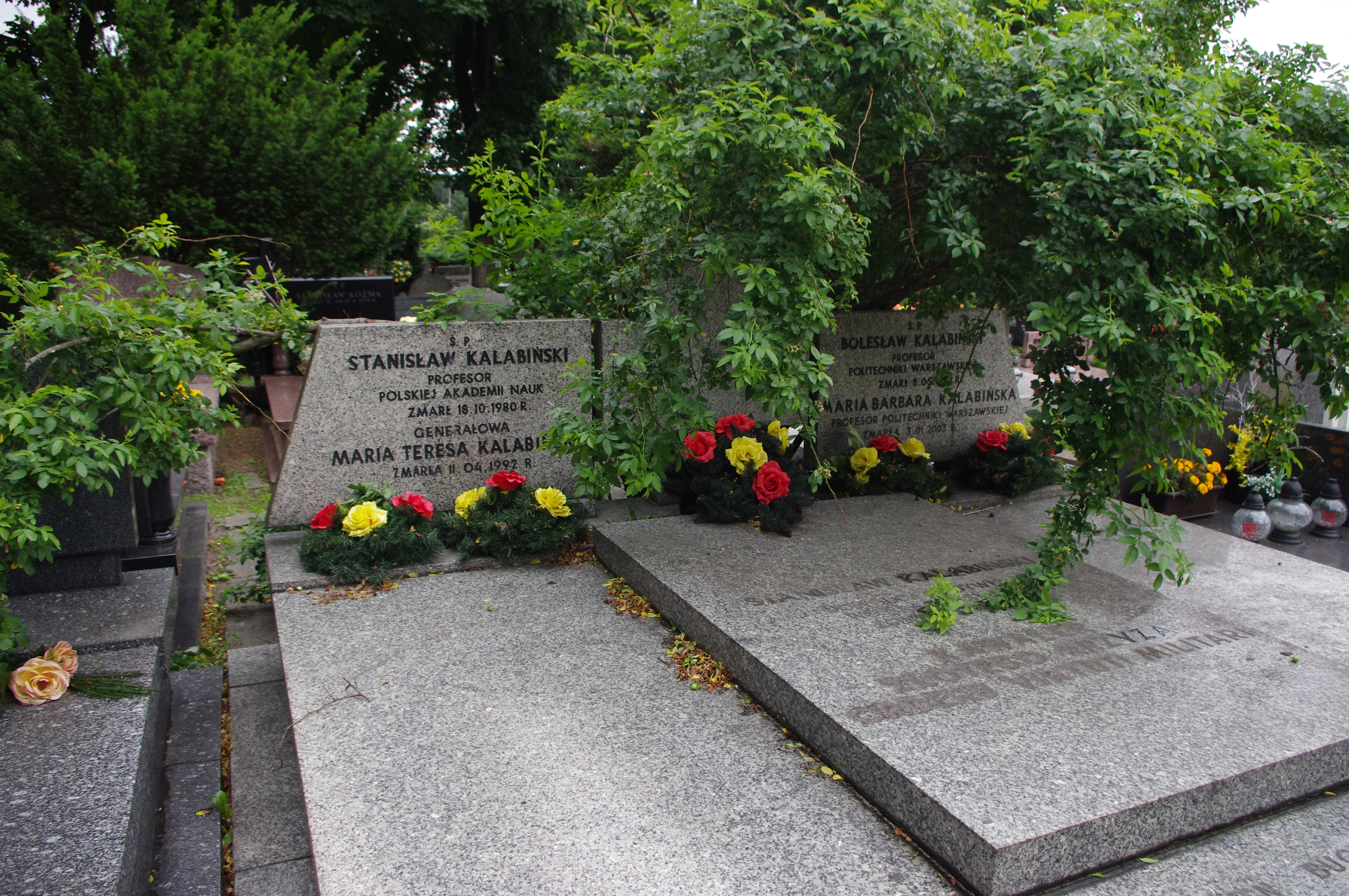
Grób prof. Marii Kalabińskiej (żona prof. Bolesława Kalabińskiego), płk. Stanisława Kalabińskiego i jego synów prof. Stanisława Kalabińskiego jr. i prof. Bolesława Kalabińskiego na Cmentarzu Wojskowym na Powązkach w Warszawie

Stanisław Jan Kalabiński (ur. 23 października 1890 w Sosnowcu, zm. 15 sierpnia 1941 w Radomiu) – pułkownik piechoty Wojska Polskiego, kawaler Orderu Virtuti Militari.

## Życiorys

### Młodość i działalność niepodległościowa
Ukończył polska szkołę handlową w Będzinie. Po uzyskaniu matury studiował w latach 1908–1910 w Wyższej Szkole Handlowej w Warszawie, a następnie na Uniwersytecie Jagiellońskim. W tym czasie był aktywny w Organizacji Młodzieży Niepodległościowej „Zarzewie” i skautingu. W 1912 wstąpił do Polskich Drużyn Strzeleckich, w ramach których w 1914 ukończył Szkołę Oficerską w Nowym Sączu.
Po wybuchu I wojny światowej wstąpił do Legionów Polskich, w których służył w okresie od 1 sierpnia 1914 do 17 lipca 1917. W tym okresie pełnił funkcję dowódcy plutonu, a następnie kompanii 5 pułku piechoty I Brygady. W tym czasie był dwukrotnie ranny. Po kryzysie przysięgowym został internowany w Beniaminowie, w obozie przebywał od 17 lipca 1917 do marca 1918. W kwietniu 1918 w Polskiej Sile Zbrojnej, gdzie pełnił funkcję dowódcy kompanii w Szkole Podoficerskiej Inspektoratu Szkolenia Piechoty.

### Służba w Wojsku Polskim
W listopadzie 1918 wstąpił do Wojska Polskiego i został komendantem Szkoły Podoficerskiej. W kwietniu 1919 został przeniesiony do służby liniowej na stanowisko dowódcy batalionu w 3 pułku piechoty Legionów. 10 września 1920 został dowódcą 24 pułku piechoty, funkcję tę pełni do 1930. W tym czasie ukończył kurs dla wyższych dowódców w Warszawie (1921) i kurs dowódców pułków w Centrum Wyszkolenia Piechoty w Rembertowie (1922). 16 marca 1927 awansował do stopnia pułkownika. W 1930 został dowódcą Brygady KOP „Grodno” w Grodnie, a w 1936 dowódcą piechoty dywizyjnej 30 Poleskiej Dywizji Piechoty w Kobryniu.
W sierpniu 1939 mianowany został dowódcą 55 Dywizji Piechoty (Rezerwowej) i dowodził nią w kampanii wrześniowej (dywizja walczyła w składzie Grupy Operacyjnej „Śląsk”, Armii „Kraków”). Dowodząc dywizją przechodzi szlak bojowy od Mikołowa na Górnym Śląsku do okolic Tomaszowa Lubelskiego. W dniu 19 września 1939 w okolicy miejscowości Ulów z grupą około 300 żołnierzy po zaciętej walce przebił się przez okrążające wojska niemieckie, a po wyjściu nakazał rozejść się żołnierzom.

### W niemieckiej niewoli i nazistowskich miejscach kaźni
Następnie udał się do Warszawy, gdzie w listopadzie 1939 został aresztowany i 25 listopada wywieziony do oflagu IX C Rotenburg an der Fulda. Tam w dniu 12 kwietnia 1940 został zatrzymany pod zarzutem „wymordowania w dniu 9 września 1939 roku w Stopnicy bezbronnego oddziału” (orkiestry 15 pułku pancernego) i osadzony w obozie koncentracyjnym Buchenwald. W obozie był torturowany. Próbowano zmusić go do przyznania się, że wydał rozkaz rozstrzeliwania niemieckiej ludności cywilnej na Górnym Śląsku. Pomimo tortur odmówił podpisania stosownego oświadczenia. 25 czerwca 1941 został przewieziony do więzienia w Radomiu. 15 sierpnia tego roku został skreślony z listy więźniów, wydany Gestapo i zamordowany. Egzekucja wykonana została w nieznanych bliżej okolicznościach, prawdopodobnie w Firleju. Jego grób symboliczny znajduje się na Cmentarzu Wojskowym na Powązkach w Warszawie (kwatera B39-1-4/5).

## Awanse
- podporucznik – 25 czerwca 1915
- porucznik – 1 listopada 1916
- kapitan – 1918
- major – 1920
- podpułkownik – 1922
- pułkownik – 16 marca 1927 ze starszeństwem z dniem 1 stycznia 1927 i 18. lokatą w korpusie oficerów piechoty

## Ordery i odznaczenia
- Krzyż Złoty Orderu Virtuti Militari nr 10 (pośmiertnie)
- Krzyż Srebrny Orderu Virtuti Militari nr 1516 (1922)[4]
- Krzyż Niepodległości (13 kwietnia 1931)[5]
- Krzyż Oficerski Orderu Odrodzenia Polski (10 listopada 1928)[6]
- Krzyż Walecznych (czterokrotnie, po raz 2 i 3 w 1921)[7]
- Złoty Krzyż Zasługi (19 marca 1937)[8][9]

## Upamiętnienie
W 2014 roku władze Sosnowca upamiętniły pułkownika Kalabińskiego rondem jego imienia u zbiegu ulic Mikołajczyka, Watta i ulicy Ludmiła.